# Chrysogorgia axillaris
Chrysogorgia axillaris is een zachte koraalsoort uit de familie Chrysogorgiidae. De koraalsoort komt uit het geslacht Chrysogorgia. Chrysogorgia axillaris werd in 1889 voor het eerst wetenschappelijk beschreven door Wright & Studer.